# 入間市

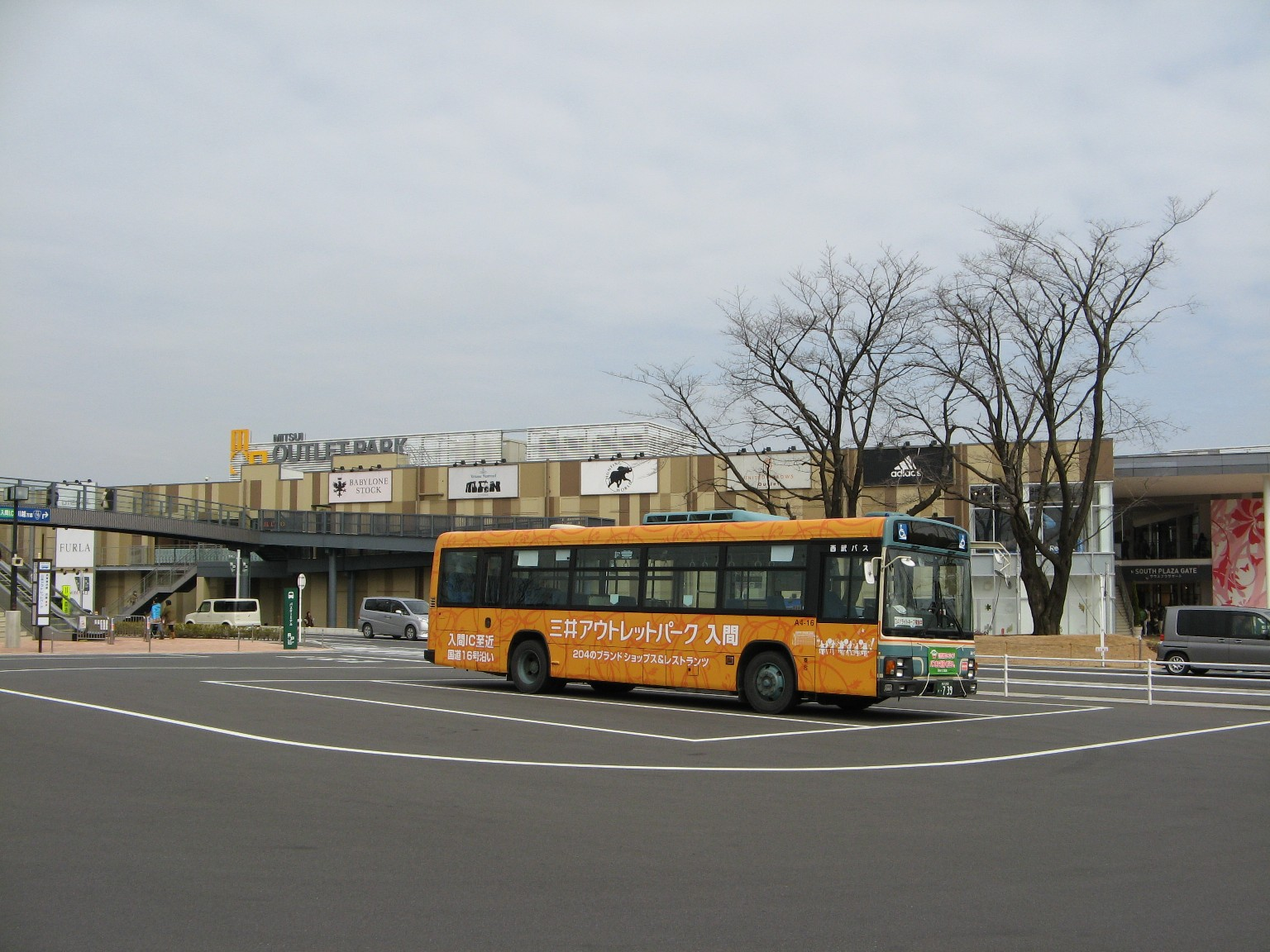
入間三井奧特萊斯購物城

入間市（日语：／ Iruma shi */?）是日本埼玉縣西南部的城市，人口約14萬3千人，在县内排名第13位，仅次于狭山市。该市于1966年（昭和41年）实施市制。當地是狹山茶的主要產地。

## 地理
市的东南部坐落着狭山丘陵，西北部则有加治丘陵。此外，入间市以茶叶（狭山茶）的产地而闻名，茶园约占市域面积的十分之一。
市的东北部与狭山市交界处设有入间基地。另一方面，市的西北部有荒川的主要支流——入间川流经。
- 河流：入间川、霞川、不老川
- 丘陵：加治丘陵、狭山丘陵

## 历史
奈良时代，前内出窑开始运营；到了平安时代，东金子窑迹群（包括前内出窑在内的窑迹群）作为须惠器窑迹群开始生产。其中，八幡前窑迹群和新久窑迹群不仅为埼玉县南部的村落广泛供应须惠器，还生产了武藏国分寺塔重建所需的瓦片等。市内核心的扇町屋商店街，曾是日光脇往还和八王子通大山道的驿站城镇，至今仍保留着昔日的繁荣痕迹。

### 市名的由来
市名“入间”源自古代律令制实施以来的国郡里制中的郡名“入间郡”。
在1966年（昭和41年）11月1日实施市制时，市名通过公开征集确定，从2332名应征者提交的297个市名方案中，排名第三的“入间”（いるま）被选中。其中，第一名是“东丰冈市”（为与丰冈市区分而冠以“东”字），第二名是“武藏市”。选择“入间”作为市名的理由如下：
- 该地区自古以来被称为“入间野”，且在这一地区生产的物品普遍使用“入间”二字。

- “入”字象征“丰厚的收入”，“间”字则代表“在太阳环绕下过着和平的生活”。

### 与狭山市合并的计划
设立了狭山市·入间市合并协议会，探讨与狭山市的合并事宜。合并日期定为2006年1月1日，合并方式为新设（对等）合并，新市名为“狭山市”，新市厅舍设在现狭山市役所。然而，2005年1月30日汇总的市民问卷调查显示，反对合并的意见占多数，且在居民投票中反对合并的票数也占多数，因此合并协议会于同年2月3日解散。

## 交通

### 鐵路
東日本旅客鐵道
- 八高線：金子站

西武鐵道
- 池袋線：武藏藤澤站 - （狹山市） - 入間市站 - 佛子站 - 元加治站